# كلية الزمالة المسيحية

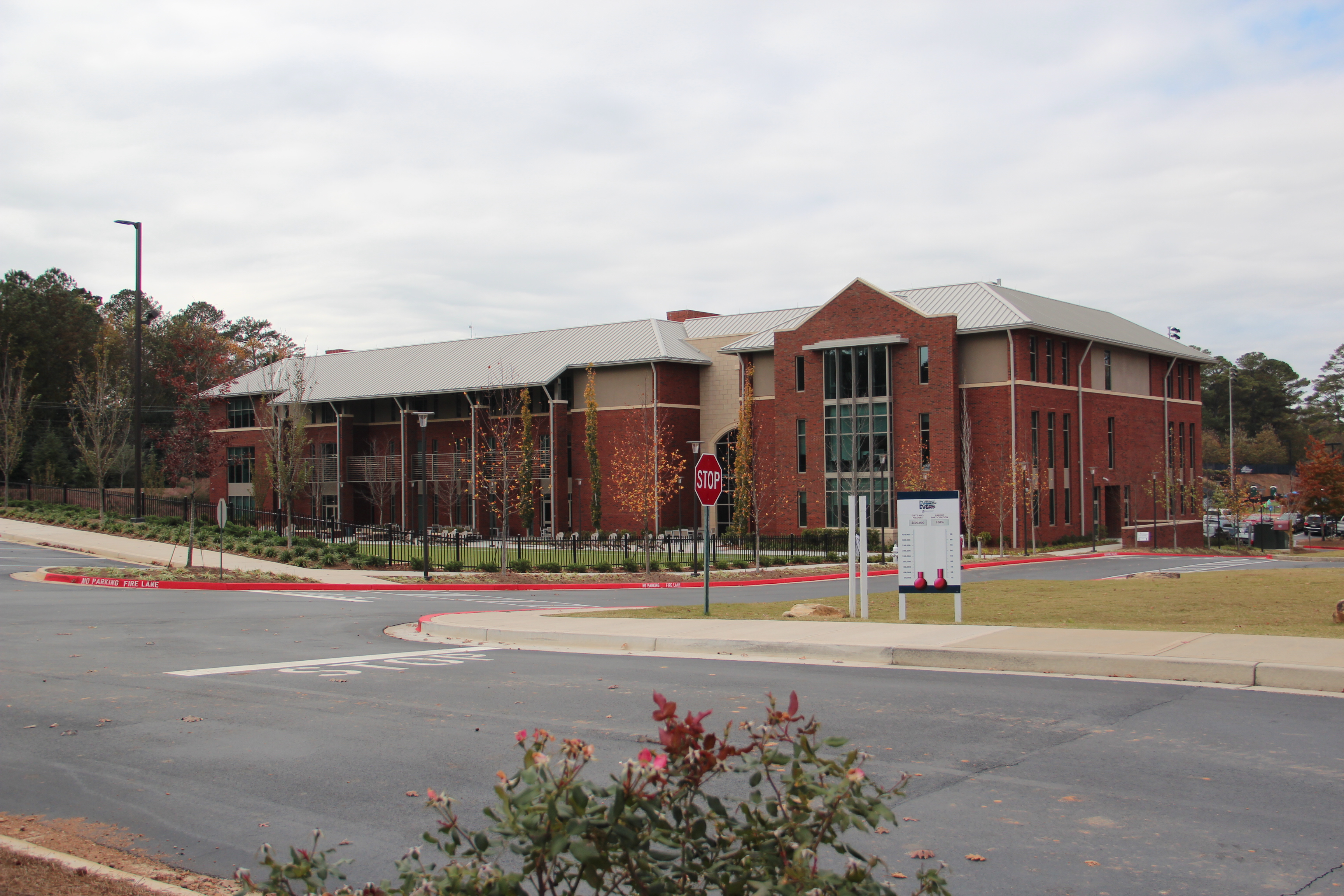
الواجهة الخارجية لكلية الزمالة المسيحية.

تتمركز الزمالة المسيحية مدرسة في روزويل، جورجيا. فمن مدرسة خاصة صغيرة تقع على طريق الخروج من الطريق السريع وودستوك 92. الزمالة المسيحية المجاورة روزويل مدرسة ثانوية ومدرسة كاثوليكية المباركة الثالوث السامي. تفرد الزمالة المسيحية الإنجيلية تأسيسها. أهداف المدرسة الابتدائية هي أن أعرض حقائق الكتاب المقدس، ومساعدة الطلاب في كل شخص والتنمية. [1] اعتبارا من عام 2010، زمالة المسيحية مدرسة لديها أكثر من 600 طالب، ومعتمدة من قبل الرابطة الجنوبية للكليات والمدارس (SACS )، ورابطة المدارس المسيحية الدولية (ACSI) ، وجورجيا للاعتماد اللجنة (GAC).